# Гантерсвілл (Північна Кароліна)
Гантерсвілл (англ. Huntersville) — місто (англ. town) в США, в окрузі Мекленберг штату Північна Кароліна. Населення — 61 376 осіб (2020).

## Географія
Гантерсвілл розташований за координатами 35°24′16″ пн. ш. 80°52′37″ зх. д. / 35.40444° пн. ш. 80.87694° зх. д. (35.404463, -80.876971).  За даними Бюро перепису населення США в 2010 році місто мало площу 103,01 км², з яких 102,59 км² — суходіл та 0,42 км² — водойми.

## Демографія
Згідно з переписом 2010 року, у місті мешкали 46 773 особи в 17 423 домогосподарствах у складі 12 546 родин. Густота населення становила 454 особи/км².  Було 18477 помешкань (179/км²).
Расовий склад населення:
| - 82,8 % — білих - 9,4 % — чорних або афроамериканців - 2,7 % — азіатів - 0,3 % — корінних американців - 2,6 % — осіб інших рас |

До двох чи більше рас належало 2,1 %. Частка іспаномовних становила 7,4 % від усіх жителів.
За віковим діапазоном населення розподілялося таким чином: 28,9 % — особи молодші 18 років, 64,3 % — особи у віці 18—64 років, 6,8 % — особи у віці 65 років та старші. Медіана віку мешканця становила 35,2 року. На 100 осіб жіночої статі у місті припадало 96,2 чоловіків;  на 100 жінок у віці від 18 років та старших — 93,1 чоловіків також старших 18 років.
Середній дохід на одне домашнє господарство  становив 107 657 доларів США (медіана — 90 253), а середній дохід на одну сім'ю — 124 606 доларів (медіана — 108 677). Медіана доходів становила 71 873 долари для чоловіків та 52 178 доларів для жінок. За межею бідності перебувало 5,1 % осіб, у тому числі 4,7 % дітей у віці до 18 років та 5,2 % осіб у віці 65 років та старших.
Цивільне працевлаштоване населення становило 26 756 осіб. Основні галузі зайнятості: освіта, охорона здоров'я та соціальна допомога — 17,9 %, фінанси, страхування та нерухомість — 13,9 %, науковці, спеціалісти, менеджери — 13,2 %.